# Ghiacciaio Zinberg
Il ghiacciaio Zinberg (in inglese Zinberg Glacier) è un ghiacciaio situato sull'isola Thurston, al largo della costa di Eights, nella Terra di Ellsworth, in Antartide. Il ghiacciaio, il cui punto più alto si trova a circa 420 m s.l.m., fluisce in direzione est-nord-est fino a entrare nell'insenatura di Morgan tra la penisola Tierney e il promontorio all'estremità di punta Ryan.

## Storia
Il ghiacciaio Zinberg è stato così battezzato dal Comitato consultivo dei nomi antartici in onore del caporale dell'esercito statunitense E. Zinberg, uno dei fotografi del Gruppo Orientale dell'Operazione Highjump, che scattò fotografie aeree di questo ghiacciaio e delle aree costiere adiacenti nel periodo 1946-47.